# Économie de l'Union européenne

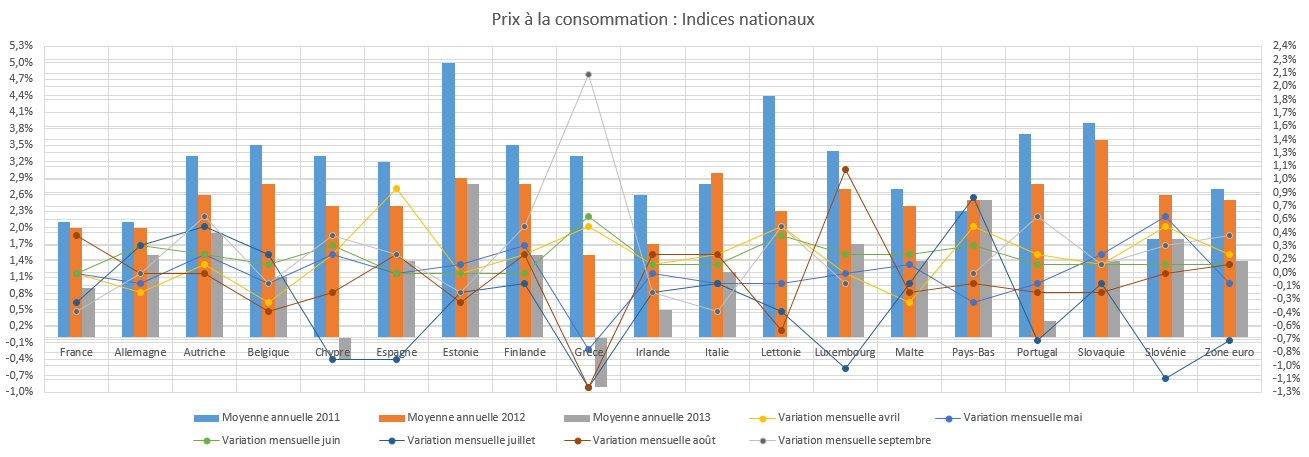
Prix à la consommation dans la zone euro

L’Union européenne est une des premières zones économiques mondiales avec un produit intérieur brut (PIB) de 16 210 milliards de dollars en parité de taux de change nominal, soit 22,07 % du PIB mondial en 2015. Le PIB de l'Union européenne est presque équivalent à celui des États-Unis mais pour une population bien plus importante (508,1 millions d’habitants au 1er janvier 2015).
Le PIB par habitant en PPA s’élève à 36 869 dollars dans l’Union européenne, contre 54 370 aux États-Unis en 2014. Toutefois, cette comparaison a des limites. En effet l'Union européenne n'est pas, à la différence des États-Unis, un État. Si les dirigeants européens affichent une volonté d'intégration politique plus approfondie au sein de l'Union européenne, celle-ci est aujourd'hui un marché unique avec des économies et des traditions de politiques économiques assez différentes voire divergentes, comme l'illustre la récente crise de la zone euro.

## Histoire
En 1952 est fondée la CECA, Communauté européenne du charbon et de l'acier, constituant un marché unique.
En 1957, le traité de Rome institue la Communauté économique européenne (CEE). Elle repose sur une union douanière entre la France, le Luxembourg, la Belgique, l'Allemagne de l'Ouest, l'Italie et les Pays-Bas. L'abolition des droits de douane internes permet une libre circulation des produits. Elle marque le début de la convergence entre ces pays.
En 1992, le traité de Maastricht crée l’Union européenne fondée sur la libre circulation des biens, des capitaux, des personnes et des services, les quatre libertés fondamentales du marché unique.
Le 1er janvier 1999, l'euro devient la monnaie officielle de 11 États européens mais seulement sous forme de monnaie virtuelle. En 2002, les pièces et les billets en euros sont mis en circulation. 20 pays européens partagent aujourd’hui cette monnaie commune.
In fine l'UE compte 27 États membres représentant une part substantielle de l'économie mondiale.
Le 16 juillet 2023, l'Union européenne et la Tunisie ont signé un protocole d'accord pour un « partenariat stratégique et complet » pour lutter contre la migration irrégulière, le développement économique et les énergies renouvelables.

## Positionnement de l'Union européenne dans l'économie mondiale

### Zone économique majeure

#### Part dans le PIB mondial
L’Union européenne est la deuxième puissance économique mondiale en 2015 avec 26,64 % du PIB mondial (GDP 2015, Banque mondiale). Elle est ainsi la première puissance agricole (1er importateur mondial et 1er exportateur) avec les États-Unis, la première puissance tertiaire mondiale et la troisième puissance industrielle du monde derriere les Etats Unis et la Chine.
Analyse tendance 2015 :
La diminution de la part de l'UE s'explique principalement par un effet taux de change. En effet, 1 euro équivalait à 1,21 $ en décembre 2014 contre 1,11 $ en décembre 2015 soit une baisse de 8 % environ.
La baisse de la part de la Russie s'explique par la récession économique engendrée par la baisse du prix du pétrole et par les sanctions économiques internationales. Le Brésil est également touché par la récession.
La part de l’UE dans le produit intérieur brut mondial tend à diminuer, comme celle des États-Unis et du Japon, du fait de la forte croissance de certains pays émergents (les BRIC entre autres). Néanmoins, les trois piliers de la Triade (UE, ÉUA, Japon) représentaient 52,11 % du PIB mondial en 2015.
Avec le Brexit, le PIB de l'UE devrait également diminuer: selon Eurostat, le PIB 2017 au prix de marché est de 15 350 566,9 millions d'euros, alors qu'il n'est que de 13 022 837,0 millions d'euros à 27 États sans le Royaume-Uni
| Pays | % PIB mondial | % PIB mondial | % PIB mondial | % PIB mondial | % PIB mondial | % PIB mondial | % PIB mondial | % PIB mondial | % PIB mondial | % PIB mondial | % PIB mondial |         |
| Pays | 2005          | 2006          | 2007          | 2008          | 2009          | 2010          | 2011          | 2012          | 2013          | 2014          | 2015          | En 2015 |
| --- | ------------- | ------------- | ------------- | ------------- | ------------- | ------------- | ------------- | ------------- | ------------- | ------------- | ------------- | ------- |
| Union européenne | 30,35         | 29,88         | 30,65         | 30,19         | 28,19         | 25,85         | 25,08         | 23,21         | 23,12         | 23,64         | 22,07         | En 2015 |
| États-Unis | 29,06         | 28,16         | 27,19         | 23,71         | 24,28         | 23,13         | 21,57         | 21,89         | 22,43         | 22,37         | 24,43         | En 2015 |
| Chine | 5,02          | 5,46          | 5,87          | 7,1           | 8,57          | 9,32          | 10,43         | 11,48         | 12,33         | 13,30         | 14,79         | En 2015 |
| Japon | 9,15          | 8,01          | 7,03          | 8,1           | 8,72          | 8,72          | 8,39          | 8,32          | 6,54          | 5,90          | 5,61          | En 2015 |
| Brésil | 1,94          | 2,21          | 2,40          | 2,66          | 2,70          | 3,31          | 3,54          | 3,14          | 2,99          | 3,01          | 2,41          | En 2015 |
| Inde | 1,73          | 1,78          | 1,99          | 1,98          | 2,25          | 2,74          | 2,64          | 2,57          | 2,79          | 2,65          | 2,82          | En 2015 |
| Russie | 1,72          | 2,04          | 2,36          | 2,65          | 2,12          | 2,35          | 2,66          | 2,81          | 2,50          | 2,39          | 1,80          | En 2015 |
| Sources : - PIB mondial et PIB de l'Union européenne, FMI - PIB du Brésil, de la Chine, de l'Inde, du Japon, de la Russie et des États-Unis, FMI |               |               |               |               |               |               |               |               |               |               |               |         |

|                          | % du PIB mondial (nominal) | % du PIB mondial (nominal) | % du PIB mondial (nominal) | % du PIB mondial (nominal) | % du PIB mondial (nominal) |
| 2005                     | 2010                       | 2015                       | 2020                       | 2025                       |                            |
| ------------------------ | -------------------------- | -------------------------- | -------------------------- | -------------------------- | -------------------------- |
| États-Unis               | 27,2                       | 22,5                       | 24,2                       | 24,9                       | 26,8                       |
| Union européenne (UE27)  | 24,9                       | 21,9                       | 18,1                       | 18,1                       | 17,6                       |
| Chine                    | 4,8                        | 9,2                        | 15,0                       | 17,6                       | 16,9                       |
| Source: FMI (avril 2025) |                            |                            |                            |                            |                            |

#### Union européenne: un des piliers de la Triade (EU, UE, Chine-Japon)
L'Union européenne est également le siège des plus grandes firmes multinationales (FMN) du monde. Ses firmes couvrent l'intégralité du spectre économique (industrie, agro-alimentaire, services).
Le classement annuel du Fortune Global 500 démontre la pertinence de la puissance des piliers de la Triade (58 % des 500 premières entreprises mondiales) notamment de l'Europe et des États-Unis (plus de la moitié). La première entreprise mondiale est américaine : Wal-Mart. Royal Dutch Shell.
| Pays             | % FMN par CA § | % FMN par CA § | % FMN par CA § | % FMN par CA § | % FMN par CA § | % FMN par CA § | % FMN par CA § | % FMN par CA § | % FMN par CA § |      |         |
| Pays             | 2006           | 2007           | 2008           | 2009           | 2010           | 2011           | 2012           | 2013           | 2014           | 2015 | En 2015 |
| ---------------- | -------------- | -------------- | -------------- | -------------- | -------------- | -------------- | -------------- | -------------- | -------------- | ---- | ------- |
| Union européenne | 32,6           | 33,6           | 32,6           | 31,2           | 29,4           | 25,2           | 25,8           | 30,0           | 25,2           | 21,6 | En 2015 |
| États-Unis       | 32,4           | 30,6           | 28,0           | 27,8           | 26,6           | 26,4           | 26,4           | 25,6           | 25,6           | 25,4 | En 2015 |
| Chine            | 4,8            | 5,8            | 7,4            | 9,2            | 12,2           | 14,6           | 17,6           | 19,0           | 19,0           | 19,6 | En 2015 |
| Japon            | 13,4           | 12,8           | 13,6           | 14,2           | 13,6           | 13,6           | 12,4           | 11,4           | 11,4           | 10,8 | En 2015 |
| Inde             | 1,2            | 1,4            | 1,4            | 1,6            | 1,6            | 1,6            | 1,6            | 1,4            | 1,4            | 1,4  | En 2015 |
| Brésil           | 1,0            | 1,0            | 1,2            | 1,4            | 1,4            | 1,6            | 1,6            | 1,6            | 1,2            | 1,4  | En 2015 |
| Russie           | 0,8            | 1,0            | 1,6            | 1,2            | 1,4            | 1,4            | 1,4            | 1,6            | 1,4            | 0    | En 2015 |
| Monde            | 13,8           | 13,8           | 14,2           | 13,4           | 13,8           | 13,0           | 13,2           | 9,4            | 14,8           | 19,8 | En 2015 |

### Première puissance commerciale mondiale
L’Union européenne est la première puissance marchande du monde avec 14,8 % du commerce mondial de marchandises en 2014 et 16,5 % du commerce de services.
Lors des négociations de l'OMC, l’UE parle d'une seule voix en la personne du Commissaire au Commerce de la Commission européenne, actuellement la suédoise Cecilia Malmström
Elle est au cœur des échanges mondiaux en étant:
- le premier partenaire commercial des États-Unis,
- le premier partenaire commercial de la Chine,
- le premier partenaire commercial de l’Inde,
- le premier partenaire commercial de la Russie,
- le premier partenaire commercial des pays composant le Mercosur,
- le premier partenaire commercial de la Corée du Sud
- le premier partenaire commercial des pays composant l'OPEP

| Pays             | % Exportations mondiales | % Exportations mondiales | % Exportations mondiales | % Exportations mondiales | % Exportations mondiales | % Exportations mondiales | % Exportations mondiales | % Exportations mondiales | % Exportations mondiales |
| Pays             | 2005                     | 2006                     | 2007                     | 2008                     | 2009                     | 2010                     | 2012                     | 2013                     | 2014                     |
| ---------------- | ------------------------ | ------------------------ | ------------------------ | ------------------------ | ------------------------ | ------------------------ | ------------------------ | ------------------------ | ------------------------ |
| Union européenne | 17,10                    | 16,20                    | 16,50                    | 15,80                    | 16,25                    | 14,60                    | 14,67                    | 15,33                    | 15,05                    |
| Chine            | 9,70                     | 10,50                    | 11,10                    | 12,00                    | 13,14                    | 14,00                    | 13.87                    | 14,68                    | 15,58                    |
| États-Unis       | 11,40                    | 11,20                    | 11,60                    | 10,50                    | 11,04                    | 11,30                    | 10.47                    | 10,50                    | 10,80                    |
| Japon            | 7,10                     | 6,70                     | 6,40                     | 6,10                     | 5,79                     | 6,50                     | 5.41                     | 4,75                     | 4,55                     |
| Corée du Sud     | -                        | -                        | -                        | -                        | -                        | 4,10                     | 3.71                     | 3,72                     | 3,81                     |
| Canada           | 4,60                     | 4,30                     | 4,00                     | 3,80                     | 3,49                     | 3,50                     | 3.08                     | 3,04                     | 3,15                     |

| Pays             | % Importations mondiales | % Importations mondiales | % Importations mondiales | % Importations mondiales | % Importations mondiales | % Importations mondiales | % Importations mondiales | % Importations mondiales | % Importations mondiales |
| Pays             | 2005                     | 2006                     | 2007                     | 2008                     | 2009                     | 2010                     | 2012                     | 2013                     | 2014                     |
| ---------------- | ------------------------ | ------------------------ | ------------------------ | ------------------------ | ------------------------ | ------------------------ | ------------------------ | ------------------------ | ------------------------ |
| Union européenne | 17,80                    | 18,00                    | 18,20                    | 18,30                    | 17,28                    | 16,80                    | 15.39                    | 14,71                    | 14,65                    |
| États-Unis       | 20,70                    | 19,90                    | 18,50                    | 16,90                    | 16,26                    | 16,40                    | 15.61                    | 15,31                    | 15,81                    |
| Chine            | 7,20                     | 7,50                     | 8,00                     | 8,50                     | 9,83                     | 11,10                    | 12.15                    | 12,82                    | 12,87                    |
| Japon            | 6,10                     | 5,90                     | 5,50                     | 5,90                     | 5,51                     | 5,80                     | 5.92                     | 5,47                     | 5,40                     |
| Canada           | 4,20                     | 4,00                     | 3,90                     | 3,50                     | 3,61                     | 3,70                     | 3.17                     | 3,11                     | 3,11                     |
| Corée du Sud     | -                        | -                        | -                        | -                        | -                        | 3,60                     | 3.47                     | 3,38                     | 3,44                     |

Les exportations de l'Union Européenne restant inférieures à ses importations, sa balance commerciale reste déficitaire.

#### Principaux partenaires commerciaux de l’Union européenne
Si les échanges euro-américains restent tenus, l’année 2015 est marquée par :
- la confirmation de la Chine comme premier fournisseur de l'UE; place acquise en 2006 au détriment des États-Unis.
- la forte diminution des échanges avec la Russie depuis la mise en place du blocus commercial en représailles de l'intervention russe en Ukraine.
- l'augmentation des échanges avec les États-Unis en raison d'une quasi parité monétaire

| Pays       | % exportations | % exportations | % exportations | % exportations | % exportations | % exportations | % exportations | % exportations | % exportations | % exportations | % exportations |
| Pays       | 2005           | 2006           | 2007           | 2008           | 2009           | 2010           | 2011           | 2012           | 2013           | 2014           | 2015           |
| ---------- | -------------- | -------------- | -------------- | -------------- | -------------- | -------------- | -------------- | -------------- | -------------- | -------------- | -------------- |
| États-Unis | 23,7           | 23,2           | 21,1           | 19,1           | 18,7           | 18,0           | 17,0           | 17,5           | 16,6           | 18,3           | 20,7           |
| Chine      | 4,9            | 5,5            | 5,8            | 6,0            | 7,5            | 8,4            | 8,9            | 8,5            | 8,5            | 9,7            | 9,5            |
| Suisse     | 7,7            | 7,6            | 7,5            | 7,5            | 8,1            | 7,8            | 7,9            | 7,9            | 9,8            | 8,2            | 8,4            |
| Russie     | 5,3            | 6,2            | 7,2            | 8,0            | 6,0            | 6,4            | 7,1            | 7,3            | 6,9            | 6,1            | 4,1            |
| Turquie    | 3,9            | 4,3            | 4,2            | 4,1            | 4,0            | 4,5            | 4,7            | 4,5            | 4,5            | 4,4            | 4,4            |
| Japon      | 4,1            | 3,9            | 3,5            | 3,2            | 3,3            | 3,2            | 3,2            | 3,6            | 3,1            | 3,1            | 3,2            |

| Pays       | % importations | % importations | % importations | % importations | % importations | % importations | % importations | % importations | % importations | % importations | % importations |
| Pays       | 2005           | 2006           | 2007           | 2008           | 2009           | 2010           | 2011           | 2012           | 2013           | 2014           | 2015           |
| ---------- | -------------- | -------------- | -------------- | -------------- | -------------- | -------------- | -------------- | -------------- | -------------- | -------------- | -------------- |
| Chine      | 13,5           | 14,4           | 16,2           | 15,8           | 17,8           | 18,9           | 17,3           | 16,2           | 16,6           | 18,0           | 20,3           |
| États-Unis | 13,4           | 13,0           | 12,6           | 11,9           | 13,2           | 11,3           | 10,9           | 11,9           | 11,6           | 12,2           | 14,3           |
| Russie     | 9,1            | 10,4           | 10,1           | 11,4           | 9,7            | 10,4           | 11,8           | 11,5           | 12,3           | 10,8           | 7,9            |
| Suisse     | 5,0            | 5,3            | 5,4            | 5,1            | 6,1            | 5,6            | 5,4            | 5,8            | 5,6            | 5,7            | 5,9            |
| Norvège    | 5,7            | 5,9            | 5,3            | 6,1            | 5,7            | 5,3            | 5,5            | 5,6            | 5,3            | 5              | 4,3            |
| Japon      | 6,2            | 5,7            | 5,5            | 4,8            | 4,7            | 4,3            | 4,0            | 3,3            | 3,4            | 3,2            | 3,5            |

En 2020, les sept principaux partenaires vers lesquels l'UE exporte des biens sont les États-Unis (353 milliards d'euros), le Royaume-Uni (277), la Chine (202), la Suisse (142), la Russie (79), la Turquie (69) et le Japon (54).
En 2020, les sept principaux partenaires depuis lesquels l'UE importe des biens sont: la Chine (383), les États-Unis (202 milliards d'euros), le Royaume-Uni (167), la Suisse (108), la Russie (95), la Turquie (62) et le Japon (54).

#### Lieu privilégié des investissements mondiaux
Preuve de son dynamisme, l'Union européenne :
- en 2007, a représenté 40 % du montant total des fusions et acquisitions dans le monde soit 1 780 milliards de dollars (US 36 %). En 1999, elle a été le lieu de la plus grande OPA de l'Histoire entre le britannique Vodafone (acheteur) et l'allemand Mannesmann (cible) pour 173 milliards de dollars soit 163 milliards d'euros.
- depuis 2010, l'UE est le principal investisseur mondial et la première destination des flux d'investissements cumulés comme le montre le tableau ci-dessous, issu des données du World Investment Report ou de la Commission européenne

| Pays             | % Stocks (inwards) | % Stocks (inwards) | % Stocks (inwards) | % Stocks (inwards) | % Stocks (inwards) |
| Pays             | 2009               | 2010               | 2011               | 2012               | 2013               |
| ---------------- | ------------------ | ------------------ | ------------------ | ------------------ | ------------------ |
| Union européenne | 21.20              | 20.44              | 25.38              | 21.43              | 20,55              |
| États-Unis       | 16.35              | 16.67              | 16.81              | 17.23              | 20,22              |
| Chine            | 2.58               | 2.89               | 3.41               | 3.66               | 3,90               |

| Pays             | % Stocks (outwards) | % Stocks (outwards) | % Stocks (outwards) | % Stocks (outwards) | % Stocks (outwards) |
| Pays             | 2009                | 2010                | 2011                | 2012                | 2013                |
| ---------------- | ------------------- | ------------------- | ------------------- | ------------------- | ------------------- |
| Union européenne | 26.80               | 26.64               | 32.35               | 26.89               | 25,43               |
| États-Unis       | 21.96               | 22.56               | 20.98               | 22.00               | 24,81               |
| Chine            | 1.25                | 1.50                | 1.98                | 2.16                | 2,39                |

« Annexes »

### Pôle d'excellence mondial

#### Stratégie de Lisbonne
Lors du Conseil européen du 22 et 23 mars 2000, l’UE s'est fixé comme objectif de devenir « l’économie de la connaissance la plus compétitive et la plus dynamique du monde » à l’horizon 2010.
« L’Indicateur européen de croissance et d’emploi, » conçu par les économistes du groupe d’assurance Allianz pour le laboratoire d’idées bruxellois Lisbon Council, indique que fin 2006, « l’UE-15 avait fait 90 % du chemin vers les objectifs à atteindre d’ici 2010 » contre un ratio de 73 % seulement fin 2005.

#### «Économie de la connaissance», fondée sur la recherche et le développement

##### Recherche communautaire
En 2007, l’UE vient de se doter d’un Conseil européen de recherche (European Research Council, ERC) qui a été doté de 7,5 milliards d’euros et qui a pour unique objectif de sélectionner les projets très innovants.
En 2007 (Eurostat), l'UE a dépensé 230 G€ dans la RD (1,85 % du PIB) contre 270 G€ (2,1 % du PIB) pour les États-Unis et 118 G€ pour le Japon (2,6 %)
Entre 1996 et 2006, l’UE a publié 2 571 961 articles scientifiques (publications d’avancées scientifiques dans les journaux ou revues dont la notoriété internationale est reconnue dans les 21 disciplines majeures des sciences) soit 88 % de la quantité américaine, 3,25 fois plus que le Japon et 6 fois plus que la Chine.
En ce qui concerne les publications de haute qualité (publications les plus citées dans la communauté scientifique mondiale), l’UE a publié, sur la même période, 29 309 articles soit 54 % du résultat américain, 5 fois plus que le Japon et 13 fois plus que la Chine.

##### Milieu universitaire
D'après le classement annuel de l'université de Shanghai, publié à chaque 15 août, l'Union occupe le premier rang mondial pour les universités les plus réputées sur les 500 premières universités classées (193 sur 500) et le second rang sur les 100 premières (29 universités) (recherche, publication, médaille Fields, prix Nobel…).
Parmi les pays du BRIC, seule la Chine compte 44 universités parmi les 500 étudiées.
La triade représente 71,4 % des 500 universités classées.
| Pays             | %    | %    | %    | %    | %    | %    | %    | %    |         |
| Pays             | 2007 | 2008 | 2009 | 2010 | 2012 | 2013 | 2014 | 2015 | En 2015 |
| ---------------- | ---- | ---- | ---- | ---- | ---- | ---- | ---- | ---- | ------- |
| États-Unis       | 54   | 56   | 55   | 54   | 53   | 52   | 52   | 51   | En 2015 |
| Union européenne | 33   | 29   | 28   | 28   | 29   | 27   | 28   | 29   | En 2015 |
| Canada           | 4    | 4    | 4    | 4    | 4    | 4    | 4    | 4    | En 2015 |
| Australie        | 2    | 3    | 3    | 3    | 5    | 4    | 4    | 4    | En 2015 |
| Suisse           | 0    | 3    | 3    | 3    | 4    | 4    | 5    | 4    | En 2015 |
| Japon            | 6    | 4    | 5    | 5    | 4    | 3    | 3    | 4    | En 2015 |
| Israël           | 1    | 1    | 1    | 1    | 3    | 3    | 2    | 2    | En 2015 |
| Russie           |      |      | 1    | 1    | 1    | 1    | 1    | 1    | En 2015 |

| Pays             | %     | %     | %     | %    | %    |         |
| Pays             | 2010  | 2012  | 2013  | 2014 | 2015 | En 2015 |
| ---------------- | ----- | ----- | ----- | ---- | ---- | ------- |
| Union européenne | 38,20 | 37,40 | 36.40 | 38,4 | 38,6 | En 2015 |
| États-Unis       | 30,80 | 29,80 | 29.80 | 29,2 | 29,2 | En 2015 |
| Chine            | 6,80  | 5,40  | 8.40  | 8,8  | 8,8  | En 2015 |
| Canada           | 4.40  | 4.60  | 4.60  | 4,2  | 4,0  | En 2015 |
| Japon            | 5,00  | 4,20  | 4.00  | 3,8  | 3,6  | En 2015 |
| Australie        | 3,40  | 3,80  | 3.80  | 3,8  | 4,0  | En 2015 |
| Corée du Sud     | 2,00  | 2,00  | 2.20  | 2,0  | 2,4  | En 2015 |
| Israël           | 1,40  | 1,4   | 1.40  | 1,2  | 1,2  | En 2015 |
| Brésil           |       |       | 1.20  | 1,2  | 1,2  | En 2015 |
| Russie           |       |       | 0.80  | 0,4  | 0,8  | En 2015 |
| Inde             |       |       | 0.40  | 0,2  | 0,4  | En 2015 |

### Brexit
Le retrait du Royaume-Uni de l'Union européenne — popularisé sous la dénomination Brexit — en réduisant l'espace de l'UE, en réduit le PIB.
Le PIB européen à 28 était de 14 985 milliards d'euros en 2016 et de 15 412 milliards d'euros en 2017 et de 15 915 milliards d'euros en 2018.
Le PIB sur le périmètre réduit à 27 (prenant en compte le Brexit)  est réduit à 12 550 milliards d'euros en 2016 et à 13 049 milliards d'euros en 2017, et de 13 491 milliards d'euros en 2018 d'après eurostat.

## Taux de croissance du PIB européen de 1961 à nos jours
Sur la période 2009-2018, l'Union européenne affiche une croissance moyenne de 1,01 % par an contre 1,78 % pour les États-Unis, 0,71 % pour le Japon et 7,96 % pour la Chine.
L'évolution en pourcentage du PIB en volume d'une année à l'autre. Les données sont mesurées en monnaie constante de 2005 d’après les données de l’OCDE
| Année | PIB UE (%) | PIB zone euro (%) |
| ----- | ---------- | ----------------- |
| 1961  | 5.6        | 6.7               |
| 1962  | 5.0        | 6.4               |
| 1963  | 5.1        | 5.8               |
| 1964  | 5.6        | 5.5               |
| 1965  | 4.4        | 5.0               |
| 1966  | 4.3        | 5.3               |
| 1967  | 4.5        | 5.3               |
| 1968  | 5.1        | 5.5               |
| 1969  | 5.8        | 7.0               |
| 1970  | 5.6        | 5.6               |
| 1971  | 3.6        | 3.8               |
| 1972  | 4.7        | 4.9               |
| 1973  | 6.1        | 6.2               |
| 1974  | 2.2        | 3.2               |
| 1975  | -0.8       | -0.8              |
| 1976  | 4.6        | 5.0               |
| 1977  | 2.8        | 3.1               |
| 1978  | 3.2        | 3.2               |
| 1979  | 3.8        | 3.8               |
| 1980  | 1.5        | 2.2               |

| Année | PIB UE (%) | PIB zone euro (%) |
| ----- | ---------- | ----------------- |
| 1981  | 0.3        | 0.5               |
| 1982  | 1.0        | 0.7               |
| 1983  | 1.8        | 1.4               |
| 1984  | 2.5        | 2.4               |
| 1985  | 2.6        | 2.3               |
| 1986  | 2.7        | 2.5               |
| 1987  | 2.9        | 2.5               |
| 1988  | 4.4        | 4.3               |
| 1989  | 3.7        | 4.1               |
| 1990  | 3.0        | 3.6               |
| 1991  | 1.4        | 2.7               |
| 1992  | 1.1        | 1.4               |
| 1993  | -0.2       | -0.7              |
| 1994  | 2.8        | 2.5               |
| 1995  | 2.7        | 2.5               |
| 1996  | 2.0        | 1.7               |
| 1997  | 2.8        | 2.7               |
| 1998  | 3.0        | 3.0               |
| 1999  | 3.0        | 3.0               |
| 2000  | 3.9        | 3.9               |

| Année | PIB UE (%) | PIB zone euro (%) |
| ----- | ---------- | ----------------- |
| 2001  | 2.2        | 2.2               |
| 2002  | 1.3        | 1.0               |
| 2003  | 1.3        | 0.7               |
| 2004  | 2.6        | 2.3               |
| 2005  | 2.1        | 1.7               |
| 2006  | 3.4        | 3.2               |
| 2007  | 3.1        | 3.0               |
| 2008  | 0.5        | 0.4               |
| 2009  | -4.4       | -4.5              |
| 2010  | 2.2        | 2.1               |
| 2011  | 1.7        | 1.5               |
| 2012  | -0.5       | -0.9              |
| 2013  | 0.2        | -0.3              |
| 2014  | 1.6        | 1.1               |
| 2015  | 2.2        | 2.0               |

Source : Banque Mondiale

## Marchés du travail
En Europe, il n'y a pas un marché du travail mais des marchés du travail avec leurs propres règles. Par ailleurs, les salariés notamment pour des problèmes de langue sont peu mobiles à l'intérieur de l'Union européenne[réf. nécessaire].
En mars 2016, le taux de chômage s'établit à 8,9 % de la population active (10,3 % dans la zone euro) (Eurostat).
Il varie fortement entre les différents États membres et entre les régions européennes. La mobilité des travailleurs est faible entre États membres, au contraire de la mobilité au sein des États fédérés des États-Unis, ce qui rend l'analyse du taux de chômage plus difficile.

## Évasion fiscale
En 2013, la Commission européenne estime à 2 000 milliards d'euros le montant de l'évasion fiscale dans l'Union européenne.
En juillet 2018, l’ONG Corporate Europe Observatory dénoncent dans un rapport le fait que les quatre principaux cabinets d’audit financier mondiaux (Deloitte, Ernst & Young, KPMG et PwC), et acteurs de l’industrie de la planification fiscale, soient omniprésents dans l’élaboration des politiques européennes anti-évasion fiscale, malgré des conflits d’intérêts flagrants.

## Euro et réserves d'or

### Euro
La devise officielle de l'UE est l’euro. La monnaie unique est utilisée par 20 États depuis le 1er janvier 2023. Elle est entrée en circulation en 1999 et elle est devenue une monnaie fiduciaire en 2002. Tous les autres pays membres, à l’exception du Danemark et du Royaume-Uni qui ont obtenu des régimes spéciaux et de la Suède (refus par référendum en 2003), se sont engagés à adopter l’euro si et seulement s’ils respectent les critères de Maastricht (ou Pacte de stabilité et de croissance)
En 2015, l’euro est :
- la première monnaie pour les émissions d’obligations
- la première monnaie pour le nombre de billets en circulations
- la deuxième monnaie de réserve au monde avec 22 % du stock des banques centrales (source BCE)
- la deuxième monnaie d'échange avec 39,3 % des échanges internationaux libellés en euros (source BCE).

### Réserves d'or
La mise en place du Système européen des Banques centrales, a fait des banques centrales des pays de l'Eurozone, les détentrices des plus grandes réserves jamais constituées de stock d'or au monde. Mais il convient de souligner qu'au stade actuel de l'intégration européenne, l'Eurozone en elle-même n'a pas d'or et que ces réserves appartiennent à chacun des États
| Banque centrale  | % Stock d'or mondial en tonnes | % Stock d'or mondial en tonnes | % Stock d'or mondial en tonnes | % Stock d'or mondial en tonnes | % Stock d'or mondial en tonnes | % Stock d'or mondial en tonnes | % Stock d'or mondial en tonnes | % Stock d'or mondial en tonnes |
| Banque centrale  | 2007                           | 2008                           | 2009                           | 2010                           | 2011                           | 2012                           | 2015                           | 2016                           |
| ---------------- | ------------------------------ | ------------------------------ | ------------------------------ | ------------------------------ | ------------------------------ | ------------------------------ | ------------------------------ | ------------------------------ |
| Union européenne | 42                             | 41                             | 39,63                          | 38,97                          | 38,98                          | 38,12                          | 37,36                          | 36,51                          |
| États-Unis       | 27                             | 27                             | 26,94                          | 26,51                          | 26,51                          | 25,94                          | 25,41                          | 24,84                          |
| Chine            | 2                              | 2                              | 3,49                           | 3,43                           | 3,43                           | 3,36                           | 3,29                           | 5,38                           |
| Suisse           | 4                              | 4                              | 3,44                           | 3,39                           | 3,39                           | 3,32                           | 3,25                           | 3,18                           |
| Russie           | -                              | -                              | -                              | -                              | 2,70                           | 2,93                           | 3,77                           | 4,25                           |
| Japon            | 3                              | 3                              | 2,53                           | 2,49                           | 2,49                           | 2,44                           | 2,39                           | 2,24                           |

Ce classement ne prend pas en compte le stock d'or du FMI (2 814 tonnes). Par ailleurs, l'onglet Union européenne regroupe les stocks d'or de réserve de la BCE (505 tonnes), des Banques centrales de l'Euro-zone et de la Suisse.

## Secteurs économiques

### Secteur primaire

#### Agriculture
L’Union européenne est le premier importateur et le premier exportateur de produits agricoles (notamment ceux issus des industries agro-alimentaires) avec 138 G€ d'échanges en 2008 (source Eurostat).
En 2019, les échanges de l'union européenne atteignent 325 milliards d'euros, soit le double de ce qu'ils étaient en 2006.
L'agriculture constitue 1,3 % du PIB de l'Union européenne.
Fortement protégé, le secteur agricole est soutenu par les subventions accordées par l’Union européenne au travers de la politique agricole commune (PAC).
Ces aides, qui représentent 40 % du budget de l’UE, sont vivement critiquées tant par certains États membres comme le Royaume-Uni lorsque celui-ci était encore membre de l'Union européenne[réf. nécessaire]
Ces aides sont critiquées par les principaux pays partenaires commerciaux de l’UE (États-Unis, qui ont aussi leur propre système d’incitation notamment de nature fiscale) mais aussi par les grands pays agricoles (Australie, Brésil). Le cycle de Doha (OMC) a échoué notamment à cause des réticences européennes et américaines à réformer leur mécanisme de subventions agricoles.[réf. nécessaire]
L’agriculture utilise en général des méthodes intensives de production, excédentaire dans certains domaines, et l’Europe est largement autosuffisante pour l’agriculture vivrière ; toutefois, l’Union importe de nombreux produits exotiques, et commence à utiliser une partie de sa production agricole pour la production d’énergie. La majeure partie de la production agricole sert toutefois à l’élevage, consommateur de quantités très importantes de céréales souvent importées, et également très gros consommateur en eau et en énergie et source de pollution dans l’atmosphère (CO2) et dans les eaux de surface (nitrates, pesticides).
La forêt européenne est très importante, et la plupart du temps gérée par l’homme et réglementée. Longtemps déficitaire et négligée, la sylviculture connaît un renouveau d’intérêt et est encouragée : le bois des forêts de culture européennes constitue une énergie propre et renouvelable et peut être utilisé aussi dans la construction et l’industrie, et son implantation fixe les sols, limite la pollution (fixation du CO2) et régule les eaux de surface et le climat. Les importations de bois exotique sont aujourd’hui sévèrement réglementées par l’UE afin de lutter contre la désertification des grandes forêts naturelles du monde.
L'Union européenne exporte environ trois millions de bovins et d'ovins vivants par année, dans des conditions sanitaires controversées. La Roumanie est en tête des exportateurs d'animaux vivants.
L'union européenne (27 pays) produit également 299 millions de tonnes de céréales, 43,5 million de tonnes de viande dont la moitié de cochon,.

#### Pêche
Le secteur lié à la pêche génère 3 à 5 % du PIB de l’UE en 2006. Chaque année, 3,5 milliards de tonnes de marchandises et 350 millions de passagers transitent par les 1 200 ports européens. L’UE possède 40 % de la flotte maritime mondiale et représente environ un quart du tonnage mondial.

#### Ressources terrestres et du sous-sol
Richement dotée en charbon, l’UE l'est beaucoup moins en pétrole et autres métaux précieux (or…) que ses concurrents américains ou russes. La France dispose en Nouvelle-Calédonie (hors de l’Union européenne) de très grandes ressources en nickel.
Elle dispose néanmoins d’importants champs pétrolifères (pétrole Brent) en mer du Nord qui sont exploités principalement par le Royaume-Uni, et de quelques lieux de production de gaz naturel. Dans les deux cas toutefois, l’Union européenne est encore fortement dépendante des importations, notamment du pétrole brut de Russie, du Moyen-Orient et d’Iran, du gaz de Russie et d’Afrique du Nord, ainsi que d’uranium brut destiné à être traité et utilisé dans ses nombreuses centrales nucléaires.
Les ressources géothermiques sont encore trop peu exploitées, et presque insignifiantes dans le bilan énergétique total. Les ressources aquifères souterraines normalement destinées à la consommation car de qualité excellente, sont assez abondantes mais très inégalement réparties sur le territoire de l’Union. Elles sont trop encore largement utilisées par l’agriculture et souvent contaminées par elle dans les régions de production agricole intensive.
Le renouvellement de ces ressources minérales est aujourd’hui sérieusement affecté par la contamination des eaux de surface, elles aussi trop largement utilisées par l’agriculture et l’industrie, ou réservées pour la production hydroélectrique (nombreux barrages). La gestion communautaire des eaux des bassins versants est en revanche très développée et fait l’objet de surveillance de plus en plus sévère.
Toutefois, dans certaines régions, quand le détournement et le traitement d’eaux fluviales (via un réseau très important de canaux et aqueducs) ne peuvent suffire, il est nécessaire de subvenir aux besoins en eau de consommation par livraison maritime, ou par des usines de dessalement d’eau de mer, deux méthodes gourmandes en énergie.

### Secteur secondaire
En 2006, le secteur secondaire de l'Union européenne représentait 18 % du PIB (contre 21 % en 1996) et 17,9 % de l'emploi (contre 20,9 % en 1996), soit 39 millions de personnes. Par comparaison, l'industrie contribuait à 16 % du PIB et 13,2 % de l'emploi aux États-Unis cette même année et en Suisse, en 2005, le secteur secondaire représentait en 2005 26,3 % du PIB et 76 927 entreprises, il employait 23,7 % de la population active.
Il ne sera traité que des principales industries.
Puissance industrielle majeure, l'Union confirme sa domination avec des marques industrielles puissantes. Chaque année, le cabinet américain Interbrand classe les marques en fonction de leur puissance. La première européenne est désormais BMW qui remplace Mercedes-Benz en 10e position avec une estimation de 37 milliards de dollars. La première est Apple pour 170 milliards $ qui a remplacé Coca-Cola depuis 2013.
| Pays             | Nombre de marques par pays dans le TOP 100 | Nombre de marques par pays dans le TOP 100 | Nombre de marques par pays dans le TOP 100 | Nombre de marques par pays dans le TOP 100 | Nombre de marques par pays dans le TOP 100 | Nombre de marques par pays dans le TOP 100 | Nombre de marques par pays dans le TOP 100 | Nombre de marques par pays dans le TOP 100 |
| Pays             | 2007                                       | 2008                                       | 2009                                       | 2010                                       | 2011                                       | 2012                                       | 2014                                       | 2015                                       |
| ---------------- | ------------------------------------------ | ------------------------------------------ | ------------------------------------------ | ------------------------------------------ | ------------------------------------------ | ------------------------------------------ | ------------------------------------------ | ------------------------------------------ |
| États-Unis       | 52                                         | 52                                         | 51                                         | 49                                         | 52                                         | 53                                         | 54                                         | 52                                         |
| Union européenne | 32                                         | 32                                         | 34                                         | 35                                         | 33                                         | 29                                         | 31                                         | 33                                         |
| Japon            | 8                                          | 7                                          | 7                                          | 6                                          | 7                                          | 7                                          | 7                                          | 6                                          |
| Suisse           | 4                                          | 5                                          | 4                                          | 5                                          | 5                                          | 3                                          | 2                                          | 2                                          |
| Corée du Sud     | 3                                          | 2                                          | 2                                          | 2                                          | 2                                          | 3                                          | 3                                          | 3                                          |
| Canada           | 1                                          | 2                                          | 2                                          | 2                                          | 2                                          | 2                                          | 1                                          | 1                                          |
| Mexique          | 0                                          | 0                                          | 0                                          | 1                                          | 1                                          | 1                                          | 1                                          | 1                                          |
| Chine            | 0                                          | 0                                          | 0                                          | 0                                          | 1                                          | 0                                          | 1                                          | 2                                          |

#### Automobile
L’UE est le deuxième producteur mondial d’automobiles avec 14,3 millions de véhicules soit 24,77 % en 2015 contre 19 % de la production mondiale en 2012 (2014, OICA). L’Allemagne produit 3,2 millions de véhicules, le Royaume-Uni 2,6, la France 1,9, l'Espagne 1,1 (1,9 million de véhicules passagers en 2007 !). Le premier producteur européen est Volkswagen avec près de 9,9 millions de véhicules. La Chine a dépassé en 2010 l'Union européenne pour la première fois en raison d'un marché chinois croissant et de la stagnation européenne. Toutefois, ce classement est géographique (lieux de production). Les principaux constructeurs automobiles mondiaux demeurent depuis plus de 50 ans des constructeurs européens, américains ou japonais...pas encore chinois et encore moins indiens.
Elle est le siège de quelques-uns des principaux groupes mondiaux d’automobiles (classement selon le CA, Fortune Global 500): Volkswagen (2e), Daimler (4e), Renault-Nissan (7e). De plus, les firmes européennes produisent les voitures les plus prestigieuses au monde (comme Rolls-Royce, Bentley, Ferrari…), et sont les leaders dans la technologie automobile (invention de l’ABS par l'équipementier automobile Bosch en 1973, ESP…). Cette prépondérance européenne dans le secteur automobile s’explique en partie par la naissance de l’automobile en Europe (voir Histoire de l'automobile).
L’UE représente le premier parc d’automobiles au monde avec 257 millions de véhicules passagers (hors camions ou équivalents) en 2014 contre environ 121 millions aux États-Unis et 116 millions en Chine et 22 millions pour l'Inde sur un total mondial 907 millions de véhicules passagers (1,23 milliard tout véhicules confondus)
Si la production chinoise augmente très fortement, il n'en demeure pas moins que les principaux constructeurs mondiaux sont soit européens, soit américains soit japonais, avec en marge les constructeurs sud-coréens.
| Pays             | % Production mondiale | % Production mondiale | % Production mondiale | % Production mondiale | % Production mondiale | % Production mondiale | % Production mondiale | % Production mondiale | % Production mondiale | % Production mondiale |
| Pays             | 2005                  | 2006                  | 2007                  | 2008                  | 2009                  | 2010                  | 2011                  | 2012                  | 2014                  | 2015                  |
| ---------------- | --------------------- | --------------------- | --------------------- | --------------------- | --------------------- | --------------------- | --------------------- | --------------------- | --------------------- | --------------------- |
| Chine            | 8,58                  | 10,49                 | 12,15                 | 13,19                 | 22,61                 | 23,53                 | 22,99                 | 22,90                 | 30,00                 | 31,88                 |
| Union européenne | 27,62                 | 26,93                 | 26,94                 | 26,09                 | 25,14                 | 21,78                 | 22,10                 | 19,30                 | 20,00                 | 24,77                 |
| Japon            | 16,23                 | 16,56                 | 15,86                 | 16,45                 | 13,01                 | 12,40                 | 10,48                 | 11,82                 | 7,20                  | 6,36                  |
| États-Unis       | 17,95                 | 16,28                 | 14,75                 | 12,34                 | 9,36                  | 10,00                 | 10,80                 | 12,28                 | 11,80                 | 11,42                 |
| Corée du Sud     | 5,67                  | 5,54                  | 5,59                  | 5,39                  | 5,76                  | 5,50                  | 5,81                  | 2,22                  | 2,20                  | 2,32                  |
| Brésil           | 3,80                  | 3,77                  | 4,06                  | 4,54                  | 5,22                  | 4,70                  | 4,25                  | 3,90                  | 3,90                  | 3,2                   |
| Inde             | 2,46                  | 2,91                  | 3,15                  | 3,26                  | 4,31                  | 4,55                  | 4,49                  | 3,90                  | 3,90                  | 4,28                  |
| Russie           | 2,03                  | 2,17                  | 2,27                  | 2,55                  | 1,18                  | 1,81                  | 2,48                  | 3,50                  | 3,50                  | 1,94                  |

| Nationalité des constructeurs automobiles | % Production mondiale | % Production mondiale | % Production mondiale |
| Nationalité des constructeurs automobiles | 2009                  | 2010                  | 2011                  |
| ----------------------------------------- | --------------------- | --------------------- | --------------------- |
| Japon                                     | 17,1                  | 23,6                  | 27,9                  |
| Union européenne                          | 16,5                  | 25,0                  | 27,2                  |
| États-Unis                                | 12,1                  | 19,3                  | 21,7                  |
| Corée du Sud                              | 4,6                   | 7,4                   | 8,9                   |
| Chine                                     | 4,1                   | 10,0                  | 11                    |
| Inde                                      | 0,7                   | 1,0                   | 1,4                   |

##### Aéronautique
On distingue l’aéronautique civile et militaire.
En 2014, l’UE est un des deux principaux producteurs mondiaux d’avions civils grâce à Airbus et ses filiales dont Airbus Helicopters (ex-Eurocopter). Son principal concurrent est l’américain Boeing. Cette industrie se répartit en Europe entre sites de production (Allemagne, Royaume-Uni, Espagne, France) et sites d’assemblage (Hambourg et Toulouse). Le donneur d’ordres Airbus fait également vivre des centaines de sous-traitants industriels.
L’Union européenne occupe la seconde place dans l’aviation militaire. EADS rivalise difficilement avec ses nombreux concurrents américains (Boeing, Lockheed, Raytheon…), alors que le budget militaire américain pèse à lui seul 50 % du budget mondial.

##### Technologies de l'information et de la communication
Si l’Union est distancée par le nombre de firmes spécialisées dans les technologies de l’information par rapport aux firmes américaines (Microsoft, IBM, Apple, Sun, Intel…), elle occupe néanmoins le premier rang mondial pour les équipementiers téléphoniques avec Ericsson no 1 mondial et Nokia-Alcatel no 2 mondial mais n'occupe plus un rang mondial dans la conception et production de téléphones mobiles et dans les progiciels d’entreprises (l'allemand SAP est le premier éditeur mondial).
Internet
En termes de télécommunications, l’Union est le deuxième marché mondial pour l’utilisation d'Internet avec 403 millions d’utilisateurs (12 % du marché mondial en 2016) (source World Internet Usage Stat).
| Pays             | Millions d'utilisateurs | Millions d'utilisateurs | Millions d'utilisateurs | Millions d'utilisateurs | Millions d'utilisateurs | Millions d'utilisateurs | Millions d'utilisateurs | Millions d'utilisateurs | Millions d'utilisateurs | Millions d'utilisateurs |
| Pays             | décembre 2007           | mai 2008                | mai 2009                | mai 2010                | mai 2011                | mai 2012                | mai 2013                | mai 2014                | mai 2015                | mai 2016                |
| ---------------- | ----------------------- | ----------------------- | ----------------------- | ----------------------- | ----------------------- | ----------------------- | ----------------------- | ----------------------- | ----------------------- | ----------------------- |
| Chine            | 162                     | 253                     | 298                     | 384                     | 420                     | 513                     | 538                     | 643                     | 674                     | 674                     |
| Union européenne | 273                     | 293                     | 300                     | 318                     | 319                     | 360                     | 368                     | 392                     | 402                     | 403                     |
| États-Unis       | 210                     | 215                     | 228                     | 234                     | 239                     | 245                     | 245                     | 277                     | 281                     | 281                     |
| Inde             | 60                      | 60                      | 81                      | 81                      | 81                      | 121                     | 137                     | 243                     | 375                     | 375                     |
| Japon            | 87                      | 94                      | 94                      | 96                      | 99                      | 101                     | 101                     | 109                     | 115                     | 115                     |
| Brésil           | 42                      | 43                      | 67                      | 72                      | 72                      | 79                      | 88                      | 110                     | 118                     | 118                     |
| Russie           | 28                      | 33                      | 38                      | 45                      | 60                      | 62                      | 68                      | 88                      | 103                     | 103                     |
| Monde            | 1 260                   | 1 463                   | 1 596                   | 1 802                   | 1 966                   | 2 267                   | 2 406                   | 3 035                   | 3 366                   | 3 611                   |

#### Énergie

##### Pétrole
Grâce à leurs anciennes possessions coloniales, les puissances européennes ont eu accès rapidement aux champs pétrolifères moyen-orientaux, ce qui leur assurent aujourd’hui, malgré de lourdes concessions, une place de choix dans le paysage de l’industrie pétrolière mondiale. L’UE est le siège de trois des cinq majors du pétrole : BP (Royaume-Uni), Shell (Royaume-Uni et Pays-Bas) et Total SA (France). De plus Londres assure la cotation du pétrole Brent (de la mer du Nord).

##### Nucléaire
L’UE dispose du plus grand parc de centrales nucléaires opérationnelles au monde avec 28,8 % des 442 réacteurs nucléaires . Le plus grand parc européen étant le parc français (58 réacteurs nucléaires). La filière française nucléaire est en restructuration en 2015 avec une scission des actifs d'Areva, ancien no 1 mondial du nucléaire civil grâce à la maîtrise intégrale du cycle nucléaire : installation, gestion, retraitement. La France accueille aussi le projet ITER (International Thermonuclear Experimental Reactor) sur le site de Cadarache. Elle dispose en outre (en collaboration avec la Suisse) avec le CERN du plus grand et puissant accélérateur de particules au monde.
66 réacteurs sont en cours de construction dont 24 en Chine, 8 en Russie et 6 en Inde 
| Pays             | Nombre | Nombre | Nombre | Nombre | Nombre | Nombre | Nombre | Nombre |
| Pays             | 2007   | 2008   | 2009   | 2010   | 2011   | 2013   | 2014   | 2015   |
| ---------------- | ------ | ------ | ------ | ------ | ------ | ------ | ------ | ------ |
| Union européenne | 146    | 145    | 143    | 143    | 133    | 132    | 130    | 127    |
| États-Unis       | 104    | 104    | 104    | 104    | 104    | 100    | 99     | 99     |
| Japon            | 55     | 53     | 54     | 50     | 50     | 50     | 48     | 43     |
| Russie           | 31     | 31     | 32     | 32     | 33     | 33     | 34     | 35     |
| Corée du Sud     | -      | -      | 20     | 21     | 23     | 23     | 24     | 25     |
| Inde             | 17     | 17     | 19     | 20     | 20     | 20     | 21     | 21     |
| Chine            | 11     | 11     | 11     | 14     | 16     | 18     | 27     | 31     |
| Brésil           | 2      | 2      | 2      | 2      | 2      | 2      | 2      | 2      |
| Monde            | 439    | 436    | 438    | 440    | 446    | 434    | 433    | 442    |

##### Renouvelables
L’Union européenne est le principal producteur d’énergies renouvelables de la planète.
Certes, toujours troisième pollueur du monde après la Chine (9,680 milliards de tonnes en 2014) et les États-Unis (5,561 milliards de tonnes d’équivalent CO2 en 2014), l’UE (3,420 milliards de tonnes) a été le principal supporteur du protocole de Kyōto, entré en vigueur en 1994. Si l’État fédéral américain ne l’a pas ratifié, certains États fédéraux le respectent à l’image de la Californie. Les émissions d'origine chinoise ont dépassé celles des États-Unis en 2005. L'Inde émet 2,5 milliards de tonnes en 2014 (voir Global Carbon project)
L’UE a mis en place un système de plafonnement et d'échange de quotas d'émissions de CO2. La directive sur le Système communautaire d'échange de quotas d'émission organise ainsi le plus grand système d'échange de droits d'émission au niveau mondial. Il a commencé en 2005 et implique les 28 États membres de l'Union européenne. Le marché Powernext Carbon (Paris, France) est la référence mondiale dans ce domaine.
L’UE représente 33 % de la puissance éolienne installée dans le monde en 2015, dont la plus grande partie produite en Allemagne et en Espagne (source : The Wind Power).
| Pays             | % Production mondiale | % Production mondiale | % Production mondiale | % Production mondiale | % Production mondiale | % Production mondiale | % Production mondiale | % Production mondiale | % Production mondiale |
| Pays             | 2006                  | 2007                  | 2008                  | 2009                  | 2010                  | 2011                  | 2012                  | 2014                  | 2015                  |
| ---------------- | --------------------- | --------------------- | --------------------- | --------------------- | --------------------- | --------------------- | --------------------- | --------------------- | --------------------- |
| Union européenne | 65                    | 60                    | 54,6                  | 47,8                  | 43,6                  | 39,8                  | 37,9                  | 42,17                 | 32,83                 |
| Chine            | 3                     | 6                     | 10,1                  | 15,9                  | 21,5                  | 26,4                  | 26,6                  | 17,03                 | 33,55                 |
| États-Unis       | 16                    | 18                    | 20,8                  | 22,3                  | 20,7                  | 19,8                  | 21,2                  | 21,66                 | 17,22                 |
| Inde             | 8                     | 8                     | 7,9                   | 6,9                   | 6,7                   | 6,7                   | 6,5                   | 5,20                  | 5,80                  |
| Japon            | 2                     | 2                     | 1,5                   | 1,3                   | 1,2                   | 1,0                   | 0,9                   | 0,77                  | 0,80                  |

### Secteur tertiaire

#### Tourisme
Depuis toujours, l’Union européenne et plus généralement l'Europe sont la région la plus visitée au monde avec 588 millions de visiteurs sur 1,138 milliard de touristes en 2014 (1,03 milliard en 2012) soit 51,7 % (OMT, 2014). La barre de 1 milliard de touristes a été franchie pour la première fois en 2012; on en comptait 25 millions en 1950!
Les principaux pays européens visités sont la France, l’Espagne et l'Italie. La France est la première destination touristique mondiale avec 83 millions de visiteurs. Le Royaume-Uni, l'Allemagne sont également toutes dans le top-dix.
La Chine est devenue le pays le plus dépensier avec 102 milliards $ suivi de l'Allemagne (83.8) et des États-Unis (83.5).
Le tourisme intracommunautaire est facilité pour les citoyens des États membres qui ont adopté l’Euro ou qui appartiennent à l’espace Schengen. Ces derniers ne sont plus obligés d’avoir un passeport ou un visa pour se rendre dans le pays voisin, le contrôle aux frontières étant totalement supprimé entre eux. D’autre part, même si des contrôles subsistent dans l’Union européenne hors de l’espace de Schengen, cela ne nécessite aucun visa préalable, n’importe quelle pièce d’identité nationale étant suffisante pour voyager presque partout dans l’Union européenne (hormis pour quelques zones très réduites à statut spécifique, en raison d’accords transfrontaliers rendus nécessaires pour des raisons pratiques ou certains traités historiques toujours applicables).

#### Services financiers
L’UE est le siège des quelques plus grandes banques mondiales (HSBC, Royal Bank of Scotland, BNP Paribas, Crédit agricole, Deutsche Bank…). Elle occupe une place prépondérante :
- dans la cotation de matières premières (LSE = première place de cotation : café robusta, cuivre, plomb, zinc, aluminium…).
- dans la création et la vente de produits financiers sophistiqués (produits dérivés…). Société générale est le leader mondial des produits dérivés sur actions.
- dans la gestion de fortune (paradis fiscaux luxembourgeois, monégasque, londonien…).

En 2007, pour la première fois depuis 1914, la capitalisation boursière des places européennes (15 720 milliards $US) a dépassé celles des États-Unis (15 640 milliards $US).

## La pauvreté en Europe
Selon les pays, le seuil de pauvreté varie du simple au triple.
11 % des Européens vivent sous le seuil de pauvreté de leur pays.
Le taux de pauvreté représente le nombre de personnes vivant sous le seuil de pauvreté pour une population donnée.
| Pays             | Taux de pauvreté en 2017 |
| ---------------- | ------------------------ |
| Espagne          | 17,2                     |
| Roumanie         | 14,6                     |
| Italie           | 13,6                     |
| Grèce            | 12,9                     |
| Royaume-Uni      | 11,3                     |
| Portugal         | 10,8                     |
| Union Européenne | 10,6                     |
| Allemagne        | 9,8                      |
| Suède            | 9,5                      |
| Pologne          | 9                        |
| Belgique         | 9                        |
| Autriche         | 8,8                      |
| Hongrie          | 8                        |
| Irlande          | 7,1                      |
| Pays-Bas         | 7                        |
| Norvège          | 6,9                      |
| Danemark         | 6,8                      |
| France           | 6,7                      |
| Finlande         | 5,4                      |

En 2017, La France se place au deuxième rang après la Finlande.